# Hollow Man (Moran)
Hollow Man (ホロウマン?) è il nono singolo della rock band visual kei giapponese Moran. È stato pubblicato il 10 luglio 2013 dall'etichetta indie TOY'S FACTORY.
Il singolo è stato stampato in due versioni entrambi in confezione jewel case: una special edition con DVD extra ed una normal edition con copertina e tracklist modificate.

## Tracce
Dopo il titolo è indicata fra parentesi "()" la grafia originale del titolo.

### Special edition
1. Hollow Man (ホロウマン?) - 4:17 (Hitomi - Sizna)
2. Esther (エスター?) - 4:04 (Hitomi - Ivy)

#### DVD
1. Hollow Man (ホロウマン?); videoclip

### Normal edition
1. Hollow man (Hollow man?) - 0:28 (Sizna); strumentale
2. Hollow Man (ホロウマン?) - 4:17 (Hitomi - Sizna)
3. Fukamidori (フカミドリ?) - 4:14 (Hitomi - Sizna)
4. Esther (エスター?) - 4:04 (Hitomi - Ivy)

## Formazione
- Hitomi - voce
- Sizna - chitarra
- vivi - chitarra
- Ivy - basso
- Soan - batteria, pianoforte